# Modern Art: The Complete Art Pepper Aladdin Recordings, Vol. 2
Modern Art: The Complete Art Pepper Aladdin Recordings, Vol. 2 – album muzyczny amerykańskiego saksofonisty jazzowego 
Arta Peppera.
Do utworów zamieszczonych na Modern Art, wydanym pierwotnie w 1957 przez Intro, dodano nie publikowane wcześniej nagranie
"Summertime" z sesji z 14 stycznia, alternatywną wersję "Diane's Dilemma" z tej samej sesji (tym razem już oficjalnie) oraz
trzy utwory nagrane przez Peppera 1 kwietnia 1957. Utwory 1-5 The Art Pepper Quartet zarejestrował w Radio Recorders w Los Angeles 28 grudnia 1956. Nagrania 6-10 zarejestrowano 14 stycznia 1957, w Master Recorder, w Los Angeles. Nagrania 11-13 zarejestrowano w Audio Arts w Los Angeles, 1 kwietnia 1957.
Album ukazał się 11 maja 1988 jako produkcja Blue Note CDP 7 46848-2.

## Muzycy
- Art Pepper – saksofon altowy
- Russ Freeman – fortepian (2, 6, 7, 9,10,)
- Carl Perkins – fortepian (11-13)
- Ben Tucker – kontrabas
- Chuck Flores – perkusja (2, 6, 7, 9-13)

## Lista utworów
| 1.  | "Blues In" (Art Pepper)                                                        | 6:00    |
|     |                                                                                |         |
| 2.  | "Bewitched, Bothered and Bewildered" (Richard Rodgers, Lorenz Hart)            | 4:26    |
|     |                                                                                |         |
| 3.  | "Stompin' at The Savoy" (Edgar Sampson, Chick Webb, Benny Goodman, Andy Razaf) | 5:04    |
|     |                                                                                |         |
| 4.  | "What Is This Thing Called Love" (Cole Porter)                                 | 6:03    |
|     |                                                                                |         |
| 5.  | "Blues Out" (Art Pepper)                                                       | 4:46    |
|     |                                                                                |         |
| 6.  | "When You're Smiling" (Lary Shay, Mark Fisher, Joe Goodwin)                    | 4:51    |
|     |                                                                                |         |
| 7.  | "Cool Bunny" (Art Pepper)                                                      | 4:12    |
|     |                                                                                |         |
| 8.  | "Dianne's Dilemma" (Art Pepper)                                                | 3:47    |
|     |                                                                                |         |
| 9.  | "Dianne's Dilemma" (Alternate Take)(Art Pepper)                                | 4:54    |
|     |                                                                                |         |
| 10. | "Summertime" (George Gershwin, DuBose Hayward)                                 | 7:18    |
|     |                                                                                |         |
| 11. | "Fascinating Rhythm" (Alternate Take)(George Gershwin)                         | 3:59    |
|     |                                                                                |         |
| 12. | "Begin The Beguine" (Alternate Take) (Cole Porter)                             | 6:15    |
|     |                                                                                |         |
| 13. | "Webb City" (Alternate Take) (Bud Powell)                                      | 4:34    |
|     |                                                                                |         |
|     |                                                                                | 1:06:09 |
|     |                                                                                |         |

## Informacje uzupełniające
- Produkcja – Don Clark
- Produkcja reedycji – Michael Cuscuna
- Inżynier dźwięku – Thomas Nogar (1-5)
- Inżynier dźwięku – Bunny Robine (6-10)
- Mastering – Ron McMaster
- Projekt okładki – Reid Miles
- Zdjęcie – Francis Wolff
- Tekst na okładce – Pete Welding